# Heterotaxis schultesii
A Heterotaxis schultesii é uma espécie de orquídea (Orchidaceae) originária do Brasil, encontrada pela primeira vez no Estado do Amazonas às margens do Río Urubú, na mata entre a Cachoeira Iracema e a rodovia Manaus-Caracaraí em 3 de Junho de 1951 por Richard Evans Schultes (1915-2001). Parece-se com a Heterotaxis villosa porém com folhas mais estreitas e coriáceas, e flores de cor laranja avermelhada.
Publicação da espécie: Heterotaxis schultesii Ojeda & G.A.Romero, Novon 15: 577 (2005).

Holótipo: NY; Isótipos: A, F, HB, INFA, K, MG, NY, R, S, U e US

## Etimologia
O epíteto é uma homenagem a Richard Evans Schultes, descobridor da espécie.